# Байер 04
«Ба́йер 04» (нем. Bayer 04 Leverkusen Fußball GmbH; немецкое произношение: [ˌbaɪ̯ɐ ˈleːvɐˌkuːzn̩]) — немецкий профессиональный футбольный клуб из города Леверкузен, Северный Рейн-Вестфалия. Основан 1 июля 1904 года как спортивный проект фармацевтической компании Bayer, базирующейся в Леверкузене. Выступает в Бундеслиге, высшем дивизионе в системе футбольных лиг Германии. Домашние матчи проводит на стадионе «Бай-Арена», вмещающем более 30 тысяч зрителей.
«Байер 04» на протяжении более чем векового существования не мог выиграть чемпионат своей страны, пять раз становясь серебряным призёром первенства, за что получил прозвище «Неверкузен» («Never» в переводе с английского означает «никогда»). В сезоне 2023/24 команда впервые стала чемпионом Германии, по ходу кампании ни разу не проиграв и установив европейский рекорд по количеству матчей без поражений. Также «Байер 04» единожды побеждал в Кубке УЕФА и дважды в Кубке Германии.

## История

### Основные даты
- 1 июля 1904 года: основан как TuS Friedrich Bayer & Co 1904 Leverkusen
- 31 мая 1907 года: основана футбольная команда
- 1923 год: переименован в FV 1904 Leverkusen
- 1928 год: слияние с Box-Verein Wiesdorf в SV 04 Leverkusen
- 1935 год: переименован в SV Bayer 04 Leverkusen
- 1938 год: слияние с TuS Friedrich Bayer & Co 1904 Leverkusen в BSG 04 Leverkusen
- 1943 год: переименован в SV Bayer 04 Leverkusen
- 1945 год: переименован в SV 04 Leverkusen
- 1948 год: переименован в SV Bayer 04 Leverkusen
- 1974 год: слияние с TuS 04 Leverkusen в TSV Bayer 04 Leverkusen

### 1903—1963
История «Байера» ведёт отсчёт с 27 ноября 1903, когда 170 работников группы Bayer отправили письмо руководству компании с предложением создать собственный спортивный клуб. 15 июня 1904 компания согласилась поддержать инициативу, и 1 июля 1904 был создан клуб гимнастики, получивший название TuS Friedrich Bayer & Co 1904 Leverkusen.
31 мая 1907 был создан отдельный футбольный департамент.
В «TuS Friedrich Bayer & Co 1904 Leverkusen» существовала серьёзная вражда между гимнастами и спортсменами других видов спорта.
Вражда способствовала тому, что 8 июня 1928 футболисты и ряд других спортивных департаментов вышли из общества, создав спортивную ассоциацию SV Bayer 04 Leverkusen.
В конце двадцатых и начале тридцатых годов «Байер» выступал только в третьей и четвёртой лигах, пока они не смогли в 1936 году выйти во вторую западную лигу.
В сезоне 1950/51 «Байер» выиграл Первую любительскую лигу на западе и вышел в высшую лигу. В сезоне 1951/52 «Байер» впервые участвовал в высшей немецкой западной Оберлиге, где сразу же занял 6 место. Лучшим результатом стало 3 место в сезоне 1954/55. В сезоне 1955/56 клуб занял 15 место и вылетел в Первую любительскую лигу. В сезоне 1961/62 команда выиграла Первую любительскую лигу на Западе и вернулась в высшую лигу. В сезоне 1962/63 «Байер» вернулся в высшую немецкую западную Оберлигу и занял 9 место.

### Региональная лига
С созданием в Германии профессиональной лиги в 1963 году «Байер» был отправлен в Региональную Западную лигу, где участвовал на протяжении 10 сезонов, финишируя преимущественно в нижней части турнирной таблицы.
В сезоне 1967/68 «Байер» впервые смог выиграть чемпионат Западной лиги, но выйдя в группу победителей и вице-чемпионов, уступил право выхода в Бундеслигу «Киккерс Оффенбах». В сезоне 1972/73 «Байер» занял 17 место и вылетел из Западной лиги.
Сезоны 1973/74 и 1974/75 «Байер» провёл в любительской лиге среднего Рейна, победив в обоих сезонах команда вернулась на профессиональный уровень во Вторую Бундеслигу.
В сезоне 1975/76 «Байер» дебютировал во Второй Бундеслиге, где участвовал в Северной лиге, финишируя в середине турнирной таблицы. «Байер» смог выиграть сезон 1978/79 и впервые в истории выйти в Бундеслигу.

### Бундеслига
В 1979 году клуб вышел в Бундеслигу. В 1988 году «Байер» выиграл Кубок УЕФА, ворота защищал Бернд Дреер.
В 1993 году «Байер» выиграл свой первый большой «домашний» трофей — Кубок Германии. В финале была повержена берлинская «Герта».
С 1996 года они четырежды финишировали на втором месте в национальном первенстве и ещё по разу занимали третье и четвёртое место.
В сезоне 1999/2000 «Байер» упустил титул чемпиона в последнем туре. Это стало огромным ударом для болельщиков, но ещё большее разочарование ждало их через год. За одиннадцать майских дней сезона 2001/02 леверкузенцы потерпели беспрецедентную серию поражений. Для начала они вновь потеряли надежду на звание чемпиона Германии, затем проиграли «Шальке 04» в финале Кубка Германии и, в завершение проиграли финал Лиги чемпионов мадридскому «Реалу». После этого за командой закрепилось прозвище «Неверкузен» (от англ. never — «никогда»).
В сезоне 2002/03, расставшись с Михаэлем Баллаком и Зе Роберто, «Байер» уже боролся за выживание. В итоге ушёл с поста главного тренера Клаус Топпмёллер, с которым «Байер» провёл один из самых удачных сезонов в своей истории.
В сезоне 2008/09 «Байер» под руководством Бруно Лаббадиа в третий раз в своей истории вышел в финал Кубка Германии, где уступил бременскому «Вердеру».
В 2009 году «Байер» возглавил Юпп Хайнкес, только что ушедший из мюнхенской «Баварии». Под руководством известного специалиста «Байер», превратившийся в последние годы в середняка Бундеслиги, вновь вернулся в борьбу за чемпионство.
В сезоне 2009/10 леверкузенцы провели серию из двадцати четырёх беспроигрышных матчей в Бундеслиге на старте, установив рекорд чемпионатов Германии и стали обладателями неофициального титула зимнего чемпиона. Однако в конце чемпионата они вновь потерпели серию поражений и не только выбыли из чемпионской гонки, но и уступили место в тройке и участие в Лиге чемпионов бременскому «Вердеру», вышли по итогам сезона в Лигу Европы, где выбили из турнира действующего чемпиона «Атлетико Мадрид».
В сезоне 2010/11 «Байер» финишировал на втором месте, уступив чемпионство дортмундской «Боруссии», но смог опередить главного фаворита чемпионата мюнхенскую «Баварию», благодаря чему впервые с 2005 года получил право участвовать в Лиге чемпионов. В главном турнире Европы сезона 2011/12 команде удалось выйти в плей-офф, но в 1/8 финала «Байер» потерпел поражение в обоих матчах с «Барселоной», уступив каталонцам с общим счётом 2-10.
Текущее 5-е место в чемпионате, четыре поражения кряду и провал в еврокубках вынудили руководство 1 апреля 2012 года отправить в отставку главного тренера «аспириновых» Робина Дутта, проработавшего с командой менее года. На его место был назначен экс-игрок «Байера» Сами Хююпя, а его помощником стал тренер молодёжной команды Саша Левандовски.
Финский тренер привёл леверкузенцев к бронзовым медалям сезона 2012/13 и вывел команду в плей-офф Лиги Европы, где «Байер» не смог преодолеть первый же раунд, проиграв оба матча португальской «Бенфике» (0:1 и 1:2).
В следующем сезоне команда заняла 2-е место в группе Лиги чемпионов и квалифицировалась в плей-офф, где потерпела два поражения от французского «ПСЖ» (0:4 и 1:2). В бундеслиге «Байер» замкнул «четвёрку», что позволило команде участвовать в предварительном раунде Лиги чемпионов 2014/15, однако случилось это уже без Хююпя, который был уволен 5 апреля 2014 года за неудовлетворительные результаты, не доработав трёхлетний контракт. Временным исполняющим обязанности главного тренера снова стал бывший помощник финна Саша Левандовски. 25 апреля руководство объявило о подписании двухлетнего соглашения с экс-наставником австрийского «Ред Булла» Рогером Шмидтом, которое вступило в силу с 1 июля.
В 2018 году команду возглавил нидерландский специалист Петер Бос. С ним клуб попал в групповой этап Лиги чемпионов УЕФА 2019/20. Заняв третье место в группе, команда вышла в 1/16 Лиги Европы, где выбила «Порту». В 1/8 «Байером» был обыгран шотландский «Рейнджерс» с суммарным счётом 4:1. В четвертьфинале «фармацевты» вылетели от будущего финалиста «Интера». В Бундеслиге команда заняла пятое место. В Лиге Европы 20/21 клуб начал групповой этап с разгрома «Ниццы» (6:2), однако в следующем туре уступил «Славии» (0:1). В следующих матчах «Байер» показывал хорошую результативность, забивая по 3—4 мяча за матч. В 1/16 финала «фармацевты» были выбиты швейцарским клубом «Янг Бойз». В чемпионате Германии «Байер 04» находился в лидирующих позициях первую половину сезона, однако после поражения от «Баварии» (1:2) качество игры команды стало ухудшаться. В Кубке Германии леверкузенский клуб потерпел поражение от «Рот-Вайсса» на первых стадиях. 21 марта 2021 года команда разгромно проиграла «Герте» и опустилась на шестое место в таблице Бундеслиги. На следующий день, 22 марта, Петер Бош был уволен. Его место до конца сезона занял и. о. главного тренера Ханнес Вольф.

#### Эпоха Хаби Алонсо: первый трофей чемпионата Германии и лучшая беспроигрышная серия (2022 — н. в.)
В сезоне 21/22 «Байер» получил бронзовые медали чемпионата. В следующем сезоне после 8 сыгранных туров команда оказалась в зоне вылета. 5 октября 2022 года тренер Херардо Сеоане был уволен. На его место был назначен Хаби Алонсо, тренировавший до этого юниорскую команду «Реала» и дублирующий состав «Сосьедада».  Под руководством Алонсо команда выбралась из зоны вылета. «Байер» закончил сезон на шестом месте.
Сезон 23/24 команда Алонсо начала с победы над «РБ Лейпцигом» (3:2). После 10 туров «Байер» имел в активе 28 очков и занимал 1 место в таблице. Ближайшим преследователем являлась мюнхенская «Бавария». В 18 туре «мюнхенцы» минимально проиграли «Вердеру» (0:1). В 21 туре леверкузенский «Байер» разгромно победил «Баварию» со счётом 3:0. После этой игры команда Хаби Алонсо уже имела отрыв от «Мюнхена» в 5 очков. 14 апреля 2024 года в 29 туре «Байер 04» обыграл «Вердер» со счётом 5:0 и впервые за свою 120-летнюю историю стал чемпионом Германии. Клубу удалось пройти весь чемпионат Германии без поражений. 9 мая 2024 года в ответном полуфинальном матче Лиги Европы УЕФА против «Ромы» (2:2) «Байер 04» отыгрался в компенсированное время и установил новый рекорд европейского футбола по сериям без поражений, который после этой игры составил 49 матчей. Рекордная серия, составившая 51 матч, прервалась в финале Лиги Европы: «Аталанта» не оставила шансов «Байеру», победив со счётом 3:0 и взяв трофей. 25 мая команде Алонсо удалось выиграть Кубок Германии, одержав в финале победу над «Кайзерслаутерном» со счётом 0:1. 
Сезон 2024/2025 «Байер» провёл заметно слабее, чем предыдущий: единственным трофеем команды стал Суперкубок Германии, выигранный 17 августа 2024 года в матче против «Штутгарта» (2:2 в основное время, 4:3 по пенальти). «Бавария» стала чемпионом Германии, а также дошла до четвертьфинала Лиги чемпионов после того, как выбила в 1/8 финала «Байер» с суммарным счётом 5:0 (3:0 в первой игре, 2:0 во второй игре). В Кубке Германии «Байер» дошёл до полуфинала, где проиграл «Арминии». 9 мая 2025 года Хаби Алонсо объявил, что покинет пост главного тренера «Байера» по окончании сезона.

### Фанатская культура
В Бундеслиге принципиальным соперником является «Кёльн».

## Основной состав
| 1  | Флаг Нидерландов  | Вр  | Марк Флеккен            | 1993 |  |  |  |  |  |
| 28 | Флаг Германии     | Вр  | Янис Бласвих            | 1991 |  |  |  |  |  |
| 36 | Флаг Германии     | Вр  | Никлас Ломб             | 1993 |  |  |  |  |  |
|    |                   |     |                         |      |  |  |  |  |  |
| 3  | Флаг Эквадора     | Защ | Пьеро Инкапье           | 2002 |  |  |  |  |  |
| 4  | Флаг Англии       | Защ | Джарелл Куанса          | 2003 |  |  |  |  |  |
| 12 | Флаг Буркина-Фасо | Защ | Эдмон Тапсоба           | 1999 |  |  |  |  |  |
| 13 | Флаг Бразилии     | Защ | Артур                   | 2003 |  |  |  |  |  |
| 16 | Флаг Франции      | Защ | Аксель Тапе             | 2007 |  |  |  |  |  |
| 20 | Флаг Испании      | Защ | Алекс Гримальдо         | 1995 |  |  |  |  |  |
| 44 | Флаг Франции      | Защ | Жанюэль Белосян         | 2005 |  |  |  |  |  |
|    |                   |     |                         |      |  |  |  |  |  |
| 7  | Флаг Германии     | ПЗ  | Йонас Хофманн           | 1992 |  |  |  |  |  |
| 8  | Флаг Германии     | ПЗ  | Роберт Андрих (капитан) | 1994 |  |  |  |  |  |
| 10 | Флаг США          | ПЗ  | Малик Тилльман          | 2002 |  |  |  |  |  |

| 24 | Флаг Испании     | ПЗ  | Алеш Гарсия         | 1997 |  |  |  |  |  |
| 25 | Флаг Аргентины   | ПЗ  | Эсекиэль Паласиос   | 1998 |  |  |  |  |  |
| 30 | Флаг Алжира      | ПЗ  | Ибрахим Маза        | 2005 |  |  |  |  |  |
|    |                  |     |                     |      |  |  |  |  |  |
| 11 | Флаг Франции     | Нап | Мартен Терье        | 1997 |  |  |  |  |  |
| 14 | Флаг Чехии       | Нап | Патрик Шик          | 1996 |  |  |  |  |  |
| 17 | Флаг Германии    | Нап | Фарид Альфа-Рупрехт | 2006 |  |  |  |  |  |
| 18 | Флаг Аргентины   | Нап | Алехо Сарко         | 2006 |  |  |  |  |  |
| 19 | Флаг Нидерландов | Нап | Эрнест Поку         | 2004 |  |  |  |  |  |
| 21 | Флаг Марокко     | Нап | Амин Адли           | 2000 |  |  |  |  |  |
| 22 | Флаг Нигерии     | Нап | Виктор Бонифейс     | 2000 |  |  |  |  |  |
| 23 | Флаг Нигерии     | Нап | Нейтан Телла        | 1999 |  |  |  |  |  |
| 35 | Флаг Камеруна    | Нап | Кристиан Кофан      | 2006 |  |  |  |  |  |

### Игроки в аренде
| \| № \| \| Поз. \| Имя \| Год рождения \| \| -- \| \| ---- \| --------------------------------------------------- \| ------------ \| \| 17 \| \| Вр \| Матей Коварж (в ПСВ до 30 июня 2026 года) \| 2000 \| \| 18 \| \| ПЗ \| Ноа Мбамба (в «Дендере» до 30 июня 2026 года) \| 2005 \| \| 29 \| \| Нап \| Артём Степанов (в «Нюрнберге» до 30 июня 2026 года) \| 2007 \| \| 40 \| \| ПЗ \| Фрэнсис Оньека (в «Бохуме» до 30 июня 2026 года) \| 2007 \| \| \| \| Защ \| Абдулай Фай (в «Лорьяне» до 30 июня 2026 года) \| 2004 \| \| \| \| Защ \| Тим Эрман (в «Штурме» до 30 июня 2026 года) \| 2003 \| |               |      |                                                     |              |
| № |               | Поз. | Имя                                                 | Год рождения |
| 17 | Чехия         | Вр   | Матей Коварж (в ПСВ до 30 июня 2026 года)           | 2000         |
| 18 | Флаг Бельгии  | ПЗ   | Ноа Мбамба (в «Дендере» до 30 июня 2026 года)       | 2005         |
| 29 | Флаг Украины  | Нап  | Артём Степанов (в «Нюрнберге» до 30 июня 2026 года) | 2007         |
| 40 | Флаг Германии | ПЗ   | Фрэнсис Оньека (в «Бохуме» до 30 июня 2026 года)    | 2007         |
| | Сенегал       | Защ  | Абдулай Фай (в «Лорьяне» до 30 июня 2026 года)      | 2004         |
| | Флаг Германии | Защ  | Тим Эрман (в «Штурме» до 30 июня 2026 года)         | 2003         |

## Форма

### Домашняя
| 1996—1998 | 1998—2000 | 2000—2002 | 2002—2004 | 2004—2006 | 2006—2008 | 2008—2010 | 2010—2012 | 2012/13 | 2013/14 | 2014/15 |
| 2015/16   | 2016/17   | 2017/18   | 2018/19   | 2019/20   | 2020/21   | 2021/22   | 2022/23   | 2023/24 | 2024/25 |         |

### Гостевая
| 1996/97 | 1997—1999 | 1999—2001 | 2001—2003 | 2003—2005 | 2005—2007 | 2007—2009 | 2009—2011 | 2011—2013 | 2013/14 | 2014/15 |
| 2015/16 | 2016—2018 | 2018—2020 | 2020/21   | 2021/22   | 2022/23   | 2023/24   | 2024/25   |           |         |         |

### Резервная
| 1996/97 | 1997—1999 | 1999—2000 | 2000/01   | 2001—2003 | 2003—2005 | 2005/06 | 2006/07 | 2007/08 | 2009/10 | 2011/12 |
| 2012/13 | 2013—2015 | 2015/16   | 2016—2018 | 2018/19   | 2019—2021 | 2021/22 | 2022/23 | 2023/24 | 2024/25 |         |

Источники:,

## Титульные спонсоры
| Период    | Спонсор |
| --------- | ------- |
| 1904—1992 | Bayer   |

## Статистика сезонов
| Сезон   | Место | Кубок        |
| ------- | ----- | ------------ |
| 1979/80 | 12º   | Первый раунд |
| 1980/81 | 11º   | Первый раунд |
| 1981/82 | 16º   | Второй раунд |
| 1982/83 | 11º   | Второй раунд |
| 1983/84 | 7º    | Второй раунд |
| 1984/85 | 13º   | 1/4 финала   |
| 1985/86 | 6º    | 1/4 финала   |
| 1986/87 | 6º    | Второй раунд |
| 1987/88 | 8º    | Первый раунд |
| 1988/89 | 8º    | Полуфинал    |
| 1989/90 | 5º    | Первый раунд |
| 1990/91 | 8º    | Второй раунд |
| 1991/92 | 6º    | Полуфинал    |
| 1992/93 | 5º    | Победитель   |
| 1993/94 | 3º    | 1/4 финала   |

| Сезон     | Место | Кубок        |
| --------- | ----- | ------------ |
| 1994/95   | 7º    | Второй раунд |
| 1995/96   | 14º   | Полуфинал    |
| 1996/97   | 2º    | Первый раунд |
| 1997/98   | 3º    | 1/4 финала   |
| 1998/99   | 2º    | Второй раунд |
| 1999/2000 | 2º    | Третий раунд |
| 2000/01   | 4º    | 1/16 финала  |
| 2001/02   | 2º    | Финал        |
| 2002/03   | 15º   | Полуфинал    |
| 2003/04   | 3°    | 1/16 финала  |
| 2004/05   | 6º    | Второй раунд |
| 2005/06   | 5º    | Второй раунд |
| 2006/07   | 5º    | Второй раунд |
| 2007/08   | 7º    | Первый раунд |
| 2008/09   | 9º    | Финал        |

| Сезон   | Место | Кубок        |
| ------- | ----- | ------------ |
| 2009/10 | 4º    | Второй раунд |
| 2010/11 | 2º    | Второй раунд |
| 2011/12 | 5º    | Первый раунд |
| 2012/13 | 3º    | 1/8 финала   |
| 2013/14 | 4º    | 1/4 финала   |
| 2014/15 | 4º    | 1/4 финала   |
| 2015/16 | 3º    | 1/4 финала   |
| 2016/17 | 12º   | 1/16 финала  |
| 2017/18 | 5º    | 1/2 финала   |
| 2018/19 | 4º    | 1/8 финала   |
| 2019/20 | 5º    | Финал        |
| 2020/21 | 6º    | 1/8 финала   |
| 2021/22 | 3º    | 1/16 финала  |
| 2022/23 | 6º    | Первый раунд |
| 2023/24 | 1º    | Победитель   |

## Достижения

### Национальные
- Чемпионат Германии:
  - Чемпион: 2023/24
  - Вице-чемпион (6): 1996/97, 1998/99, 1999/2000, 2001/02, 2010/11, 2024/25
- Вторая Бундеслига
  - Победитель: 1978/79
- Кубок Германии:
  - Обладатель (2): 1992/93, 2023/24
  - Финалист (3): 2001/02, 2008/09, 2019/20
- Суперкубок Германии
  - Обладатель: 2024

### Международные
- Лига чемпионов УЕФА
  - Финалист: 2001/02
- Кубок УЕФА / Лига Европы УЕФА
  - Обладатель: 1987/88
  - Финалист: 2023/24

## Рекорды игроков
| # | Игрок             | Период    | Матчи |
| - | ----------------- | --------- | ----- |
| 1 | Томас Хорстер     | 1977—1991 | 404   |
| 2 | Рюдигер Фолльборн | 1982—1999 | 401   |
| 3 | Ульф Кирстен      | 1990—2003 | 350   |
| 4 | Штефан Кисслинг   | 2006—2018 | 344   |
| 5 | Карстен Рамелов   | 1995—2008 | 333   |

| # | Игрок           | Период    | Мячи |
| - | --------------- | --------- | ---- |
| 1 | Ульф Кирстен    | 1990—2003 | 181  |
| 2 | Штефан Кисслинг | 2006—2018 | 131  |
| 3 | Херберт Ваас    | 1982—1990 | 72   |
| 4 | Димитр Бербатов | 2001—2006 | 69   |
| 5 | Кристиан Шраэр  | 1984—1991 | 63   |

- Выделены действующие игроки